# Federazione anarchica italiana
La Federazione Anarchica Italiana (FAI) è un'organizzazione politica italiana composta da gruppi anarchici.

## Storia
La FAI venne fondata il 19 settembre 1945 durante il primo congresso anarchico di Carrara, dopo l'attiva partecipazione degli anarchici alla Resistenza. 
Lo scopo della FAI era quello di riprendere l'intervento politico libertario ricollegandosi all'esperienza dell'Unione anarchica italiana (UAI), che si era costituita sulla base della Dichiarazione di principi del congresso anarchico di Bologna nel 1920, e che successivamente era entrata in clandestinità durante il periodo fascista e la seconda guerra mondiale.
Nel corso del VIII congresso anarchico tenutosi a Carrara nel 1965, si determinò una scissione da cui sorsero i Gruppi di iniziativa anarchica.

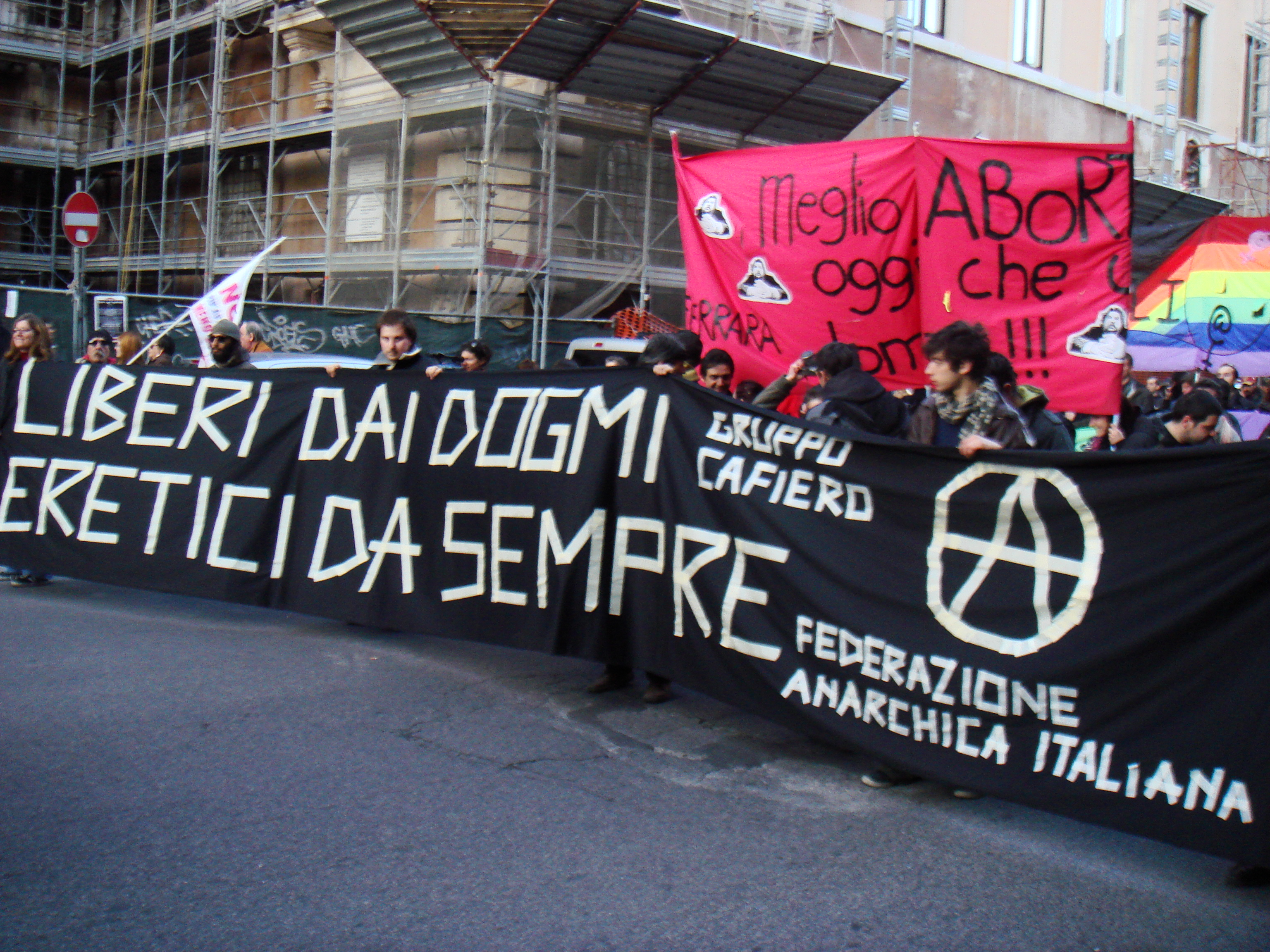
Manifestazione anticlericale Facciamo Breccia, 9 febbraio 2008, Roma, Italia.

Nel 1968, durante un congresso internazionale svoltosi a Carrara, la Federazione Anarchica Italiana assieme alla Federazione Anarchica francese e la Federazione anarchica iberica, diedero vita all'Internazionale delle federazioni anarchiche (IAF-IFA), che da quel momento raccolse le principali federazioni anarchiche del mondo.
Nel 1985 è stato creato l'Archivio Storico della Federazione Anarchica Italiana che, dopo una breve permanenza a Pisa, dal 1988 ha sede ad Imola.

## Struttura
Alla FAI possono aderire sia gruppi che singole individualità. Gli aderenti si riconoscono nel Patto associativo che regola la vita della federazione e nel Programma anarchico, che ne sintetizza il progetto politico. Periodicamente, si tengono congressi e convegni per definire le scelte politiche della federazione e per nominare le commissioni di lavoro. Il compito di coordinare le relazioni tra gli aderenti è affidato a una commissione di corrispondenza. I gruppi e le federazioni locali della FAI sono presenti in varie città italiane.

## Congressi
- I Congresso - Carrara, 15-19 settembre 1945
- II Congresso - Bologna, 16-20 marzo 1947
- III Congresso - Livorno, 23-25 aprile 1949
- IV Congresso - Ancona, 8-10 dicembre 1950
- V Congresso - Civitavecchia, 19-22 marzo 1953
- VI Congresso - Senigallia, 1-4 novembre 1957
- VII Congresso - Rosignano Solvay, 1-4 giugno 1961
- VIII Congresso - Carrara, 31 ottobre - 4 novembre 1965
- IX Congresso - Ancona, 1-5 novembre 1967
- X Congresso - Carrara, 10-12 aprile 1971
- XI Congresso - Carrara, 22-26 dicembre 1973
- Congresso straordinario - Carrara, 3-4 maggio 1975
- XII Congresso - Roma, 1-4 novembre 1975
- Congresso straordinario - Carrara, 23-25 aprile 1977
- XIII Congresso - Carrara, 30 agosto - 4 settembre  e Roma, 1-2 ottobre 1977
- Congresso Straordinario - Livorno, 19-21 gennaio 1979
- XIV Congresso - Milano, 2-4 maggio 1980
- XV Congresso - Roma, 9-11 aprile 1982
- XVI Congresso - Reggio Emilia, 23-25 aprile 1983
- XVII Congresso - Livorno, 1-3 novembre 1985
- XVIII Congresso - Senigallia, 5-8 dicembre 1987
- XIX Congresso - Trieste, 28-30 settembre 1990
- XX Congresso - Pisa, 1-3 novembre 1991 e Livorno, 4 gennaio 1992
- XXI Congresso - Milano, 23-25 aprile 1994
- Congresso Straordinario - Reggio Emilia, 24-28 agosto 1994
- XXII Congresso
- XXIII Congresso
- XXIV Congresso - Imola, 4-6 gennaio 2003
- XXV Congresso - Carrara, 29 ottobre-1 novembre 2005
- XXVI Congresso - Reggio Emilia, 22-24 marzo 2008
- XXVII Congresso - Roma, 6-9 gennaio 2011 e Livorno, 25-26 giugno 2011
- XXVIII Congresso - Roma, 11-12 gennaio 2014
- XXIX Congresso - Roma, 16-17 gennaio 2016 e Milano, 26-28 marzo 2016
- XXX Congresso - Reggio Emilia, 19-20 ottobre 2019
- XXXI Congresso - Empoli, 17-18 settembre 2022

## Stampa e media
La FAI pubblica dal 1945 il settimanale Umanità Nova, fondato nel 1920 da Errico Malatesta.
La Federazione anarchica torinese trasmette il programma settimanale Anarres su Radio 2000 Blackout.